# Artur Dias
Artur Manuel Ribeiro Soares Dias (* 14. Juli 1979 in Vila Nova de Gaia) ist ein ehemaliger portugiesischer Fußballschiedsrichter.

## Leben
Dias studierte am Instituto Superior de Línguas e Administração de Vila Nova de Gaia, einer Hochschule für Sprachen und Verwaltung in seiner Heimatstadt (seit 2016 ISLA - Instituto Politécnico de Gestão e Tecnologia). Er schloss sein Studium mit Diplom ab.
Dias, selbst Sohn eines Schiedsrichters, ist Mitglied des offiziellen Fußballverbands im Distrikt Porto, der Associação de Futebol do Porto und pfiff bereits als Student in seiner Freizeit Fußballspiele. 2004 stieg er in die erste Kategorie auf und leitet seither auch Spiele der Primeira Liga, der obersten Spielklasse in Portugal.
Seit 2010 ist er auch für internationale Spiele zugelassen. Seither wurde er in einer Reihe Europa-League- und Champions-League-Spielen eingesetzt und kam häufig bei Junioren-Turnieren zum Einsatz.
Auf der von der Federação Portuguesa de Futebol (FPF) zusammen mit dem portugiesischen Fußballtrainerverband (ANTF) und der Gewerkschaft der Profi-Fußballspieler (SJPF) veranstalteten Jahresgala Gala Quinas de Ouro wurde Artur Dias 2016 als Schiedsrichter des Jahres ausgezeichnet.
Anfang Januar 2017 erhielt Dias Morddrohungen gegen ihn und seine Familie von Mitgliedern der FC-Porto-Fangruppe Super Dragões. Die Drohungen stehen im Zusammenhang mit den Vorwürfen des FC Porto, Schiedsrichter würden häufig ungerecht und zugunsten von Benfica Lissabon entscheiden. Dias stellte Anzeige gegen unbekannt. Der Leiter der Super Dragões, Fernando Madureira, erklärte daraufhin, er werde sich im Namen seines Fanklubs bei Dias entschuldigen, wenn sich die Anschuldigungen als wahr erweisen sollten. Madureira verwies in dem Zusammenhang auf die aufgeheizte Stimmung, für die er Fehlentscheidungen des Verbandes verantwortlich machte und Vorwürfe gegen angebliche Benfica-freundliche Schiedsrichterentscheidungen wiederholte.
Im April 2017 wurde Dias als Video-Assistent beim FIFA-Konföderationen-Pokal 2017 in Russland berufen. In der gleichen Funktion amtierte er auch bei der im folgenden Jahr ebenfalls in Russland stattfindenden Fußball-Weltmeisterschaft 2018.
2021 wurde er als Hauptschiedsrichter sowohl für Europameisterschaft 2021, als auch für das olympische Fußballturnier 2021 benannt. Bei beiden Turnieren leitete er gemeinsam mit seinen Assistenten Rui Licínio und Paulo Soares jeweils zwei Spiele der Gruppenphase und unterstützte zudem Hauptschiedsrichter Chris Beath im olympischen Finale als Vierter Offizieller.
Für die Fußball-Weltmeisterschaft 2022 wurde er durch den Weltverband nicht berücksichtigt, bei der Euro 2024 in Deutschland gehört er jedoch – wie bereits beim Turnier drei Jahre zuvor – mit seinen Assistenten Paulo Soares und Pedro Ribeiro zum Unparteiischenaufgebot des Kontintentalwettbewerbs. Zudem betraute ihn die UEFA mit der Leitung des Conference-League Finales 2024 zwischen AC Florenz und Olympiakos Piräus in Athen.
Neben internationalen Vereins- und Nationalmannschaftswettbewerben kam Dias zu Einsätzen in den Liga- und Pokalwettbewerben Griechenlands und Saudi-Arabiens sowie in der chinesischen Super League.
Nach der Saison 2023/24 beendete Dias seine Schiedsrichterkarriere.

## Einsätze
Als Hauptschiedsrichter
- UEFA Europa League: 2012/13 bis 2023/24 (30)

- UEFA Champions League: 2016/17 bis 2023/24 (24)
- U17-Europameisterschaft 2011 (3)
- U20-Weltmeisterschaft 2015 (3)
- U17-Weltmeisterschaft 2017 (3)
- Europameisterschaft 2021 (2)

| Phase        | Datum         | Spielort | Heimmannschaft | Gastmannschaft | Ergebnis  |
| ------------ | ------------- | -------- | -------------- | -------------- | --------- |
| Gruppenphase | 16. Juni 2021 | Baku     | Türkei         | Wales          | 0:2 (0:1) |
| Gruppenphase | 22. Juni 2021 | London   | Tschechien     | England        | 0:1 (0:1) |

- Olympisches Fußballturnier 2021 (2)

| Phase        | Datum         | Spielort | Heimmannschaft | Gastmannschaft | Ergebnis  |
| ------------ | ------------- | -------- | -------------- | -------------- | --------- |
| Gruppenphase | 25. Juli 2021 | Saitama  | Japan          | Mexiko         | 2:1 (2:0) |
| Gruppenphase | 28. Juli 2021 | Rifu     | Australien     | Ägypten        | 0:2 (0:1) |

- Europameisterschaft 2024 (3)

| Phase        | Datum         | Spielort  | Heimmannschaft | Gastmannschaft | Ergebnis  |
| ------------ | ------------- | --------- | -------------- | -------------- | --------- |
| Gruppenphase | 16. Juni 2024 | Hamburg   | Polen          | Niederlande    | 1:2 (1:1) |
| Gruppenphase | 20. Juni 2024 | Frankfurt | Dänemark       | England        | 1:1 (1:1) |
| Achtelfinale | 2. Juli 2024  | Leipzig   | Österreich     | Türkei         | 1:2 (0:1) |

Als Videoschiedsrichter
- Weltmeisterschaft 2018
- FIFA-Konföderationen-Pokal 2017

## Auszeichnungen
- 2016: Portugiesischer Schiedsrichter des Jahres, Spielzeit 2015/16[14]